# Príncipe de España

Standarte des Príncipe de España

Príncipe de España (Prinz von Spanien) war der 1969 durch Gesetz geschaffene Titel, um Juan Carlos I. als legitimen Nachfolger von General Francisco Franco als Staatsoberhaupt Spaniens zu bezeichnen. Juan Carlos I. trug diesen Titel bis zum 22. November 1975, als er nach dem Tod Francos seine Nachfolge als Staatsoberhaupt antrat.
Der Titel war mit der Anrede Königliche Hoheit und den dem Kapitän-General zustehenden militärischen Ehren verbunden. 1971 wurden die Truppenfahne und die Standarte des Príncipe de España offiziell festgelegt.
Die Gattin von Juan Carlos I., Sophia von Griechenland, führte als Prinzgemahlin die weibliche Form Princesa de España, bis sie mit der Thronbesteigung von Juan Carlos I. Königin von Spanien wurde.